# Wohnhaus Rathausstraße 10 (Elsterwerda)
Das Wohnhaus in der Rathausstraße 10 ist ein Baudenkmal, das sich in der Kleinstadt Elsterwerda im südbrandenburgischen Landkreis Elbe-Elster befindet.

## Beschreibung und Geschichte
Die Entstehung des Wohnhauses in der Elsterwerdaer Innenstadt wird auf die Zeit um 1800 datiert. Bei dem Haus handelt es sich um einen massiven und verputzten zweigeschossigen Fachwerkbau mit Satteldach. Die Fenster des Gebäudes stammen aus dem Jahre 1870. Im örtlichen Denkmalverzeichnis ist es unter der Erfassungsnummer 09135716 verzeichnet.
Das Gebäude befindet sich heute in Privatbesitz.